# القصر الكبير (بانكوك)
القصر الكبير (بالتايلاندية:พระบรมมหาราชวัง) هو عبارة عن مجمع من المباني يقع في العاصمة التايلاندية بانكوك وقد كان هو المقر الرسمي لملوك تايلاند ابتداءً من القرن الثامن عشر. تم بناء القصر عام 1782 في عهد الملك راما الأول عندما انتقلت العاصمة من ثورنبوري الي بانكوك.

## أعلام
- راما الرابع
- راما الخامس
- راما الثالث